# Roland Denise Oberson
Pour les articles homonymes, voir Oberson.
 (octobre 2022).
Roland Denise Oberson est le nom de plume de Roland Oberson, né le 19 août 1931 à Villaranon (canton de Fribourg), écrivain et médecin neuroradiologue suisse.

## Biographie

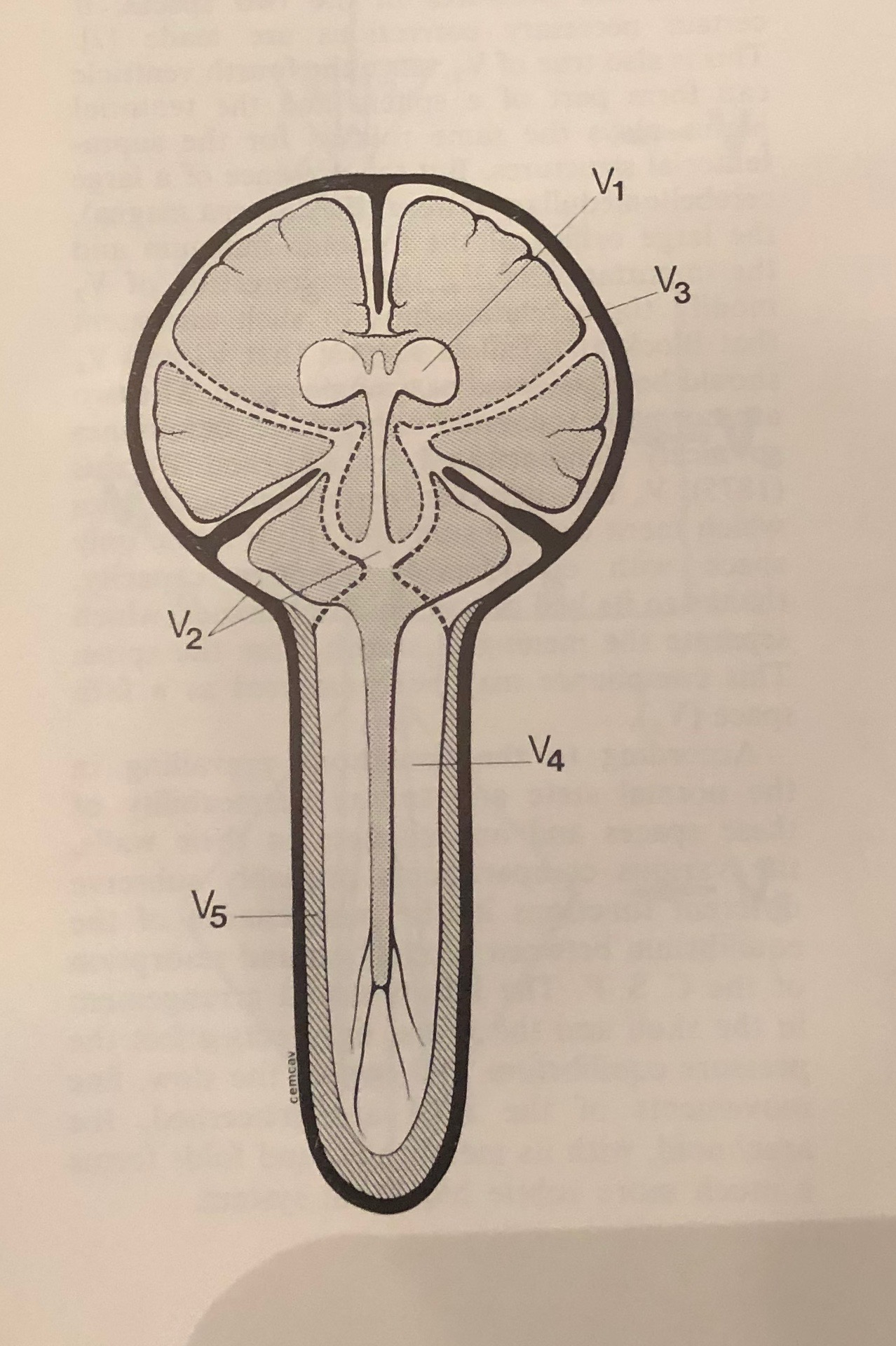
Schéma de la circulation du LCR

Roland, Jean, Louis Oberson naît dans une ferme isolée du district de la Glâne. À treize ans, il est envoyé au collège Saint-Charles Borromée à Romont, puis au collège Saint-Michel à Fribourg. Malgré son intérêt pour le grec et le latin, il trouve le curriculum des études littéraires peu efficient. Il bifurque et obtient le baccalauréat commercial en 1950. Sa mère le presse de reprendre les études littéraires ; elle fait elle-même toute seule la tournée des collèges de Suisse allemande. Tous refusent, sauf la Stiftschule de Sarnen en Obwald où il termine ses études secondaires en latin - anglais en 1952. Il effectue son école de recrues à Bâle, qu'il déclarera admirer « pour son charme romantique ». Durant son service militaire, on le qualifie de « bon médecin, mauvais soldat ».

## Le médecin

Rencontre avec DR. Peer Amuntsen (à droite Denise).

Études de médecine en alternance à Lausanne et à Paris. 1959, médecin assistant à l'Hôpital de l'Enfance où il commence sa thèse avec pour sujet la Hernie ovarienne de l'enfant avant deux ans sous la direction de son maître bien-aimé, le professeur Maurice Vulliet. Tous deux sont admirateurs de Stéphane Mallarmé, ce qui resserre leur amitié. 1960, en radiologie générale à l'Hôpital cantonal de Lausanne devenu par la suite le CHUV ou Centre Hospitalier Universitaire Vaudois. Choisi par son nouveau maître pour développer la neuroradiologie, il est à Paris en 1962 à la Pitié-Salpêtrière auprès de Mme le Professeur Thérèse Planiol, à la fois physicienne et médecin des Hôpitaux, laquelle dirige le Laboratoire de gamma-encéphalographie et dans le service du Pr David, neurochirurgie. Il est nommé médecin étranger des Hôpitaux de Paris. À Lausanne comme à Paris, il s'inscrit simultanément aux Facultés de Lettres et de Médecine.

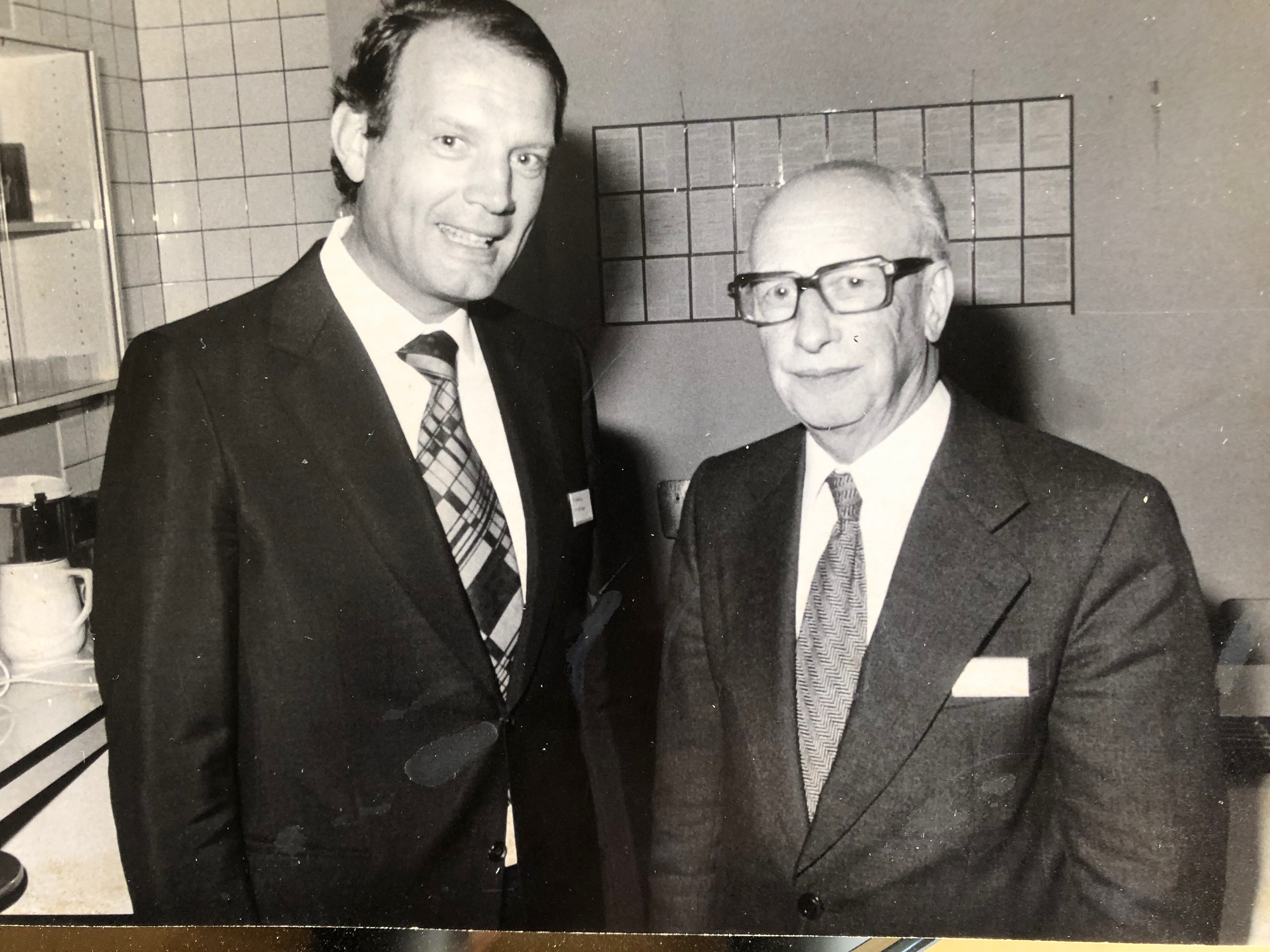
Rencontre à Colmar avec PROF. Ziedses Des Plantes 1969.

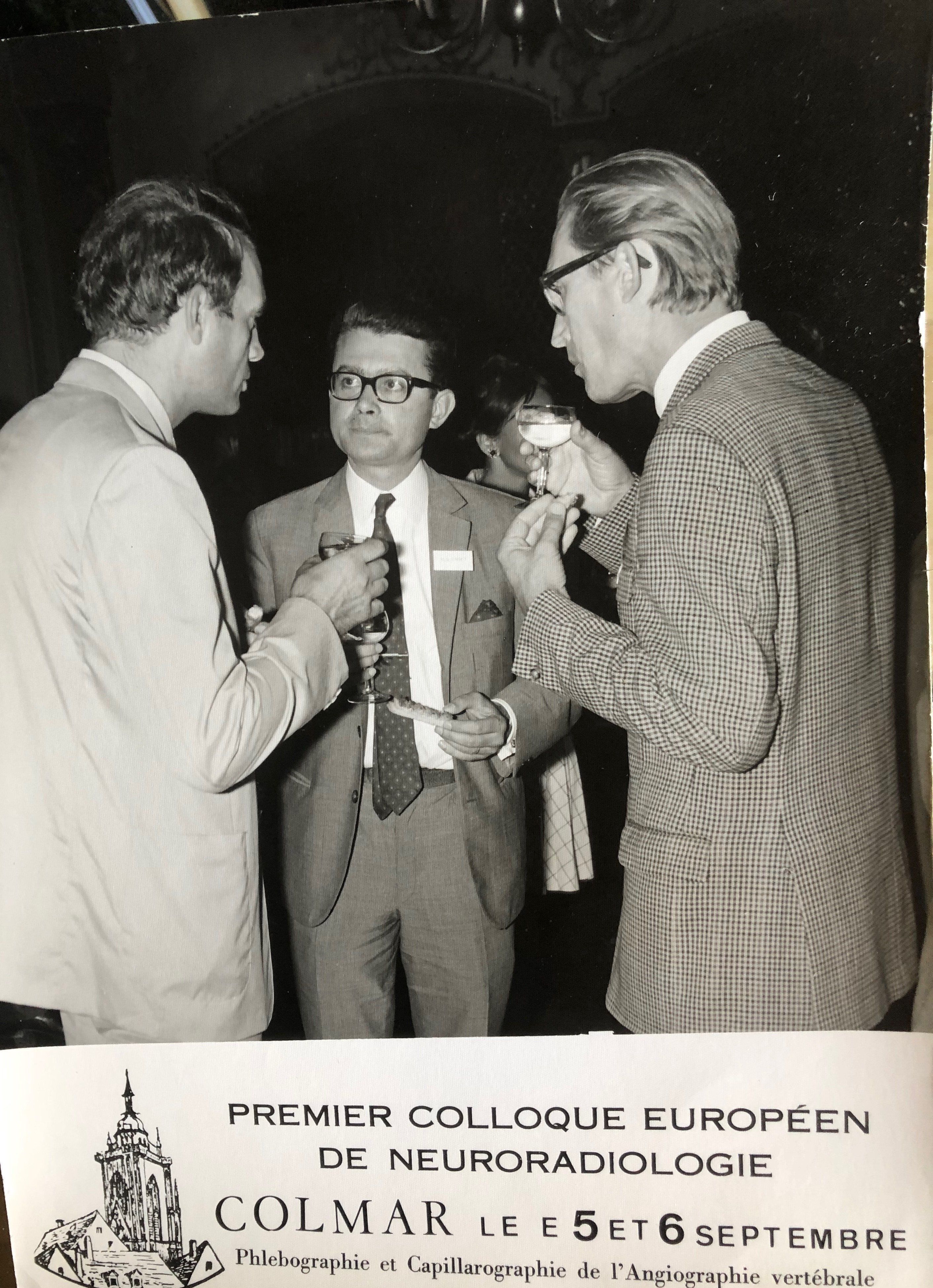
Rencontre avec le professeur Torgny Greitz de Stockholm

Dès 1964, poursuivant sa formation de neuroradiologiste, il est assistant auprès d'un autre maître vénéré, le Pr Auguste Wackenheim, à Strasbourg; puis à Stockholm, à l'Universitetssjukhuset Karolinska, chez le Pr Torgny Greitz. Enfin, il trouve son maître en angiographie du système nerveux central en la personne du docteur Peer Amundsen, à Oslo, à l'Ullevàl Hospital. En 1965, il est spécialiste FMH en radiologie et médecine nucléaire. Membre fondateur de l'European Society of Neuroradiology à Colmar en mars 1972. De 1972 à 1996, il enseigne la neuroradiologie à la Faculté de Médecine de l’Université de Lausanne. Son activité médicale se résume ainsi :
- 1964 Lauréat de la bourse Félix Bonjour (distinction : étudiant particulièrement méritant de l'UNIL)
- 1965 – 1975 Médecin – adjoint responsable de la division de neuroradiologie, Hôpital cantonal, Lausanne.
- 1974 Privat-Docent en neuroradiologie Université de Lausanne (UNIL)[1]
- 1975 – 1984 Médecin chef du service de radiologie, Hirslanden Clinique Cecil, Lausanne.
- 1978 – 1991 d'où il est appelé à Sion (Valais) pour développer et diriger le service de radiologie diagnostique et médecine nucléaire dans le nouvel hôpital central qui ouvre ses portes[2].
- 1984 – 1996 Fondateur et Médecin chef du Centre d’Imagerie Diagnostique CID, Grand-Chêne 8 bis, Lausanne.

### Publications médicales
Aperçu de quelques articles sur plus de 200, tirés de revues scientifiques et médicales publiés au cours des années 1964 à 1980. Oberson roland : La hernie annexielle ou ovarienne chez l’enfant. Revue méd. Suisse Romande. 1964 Nov;84:793-810. PMID 14230434 indexed for MEDLINE.
Planiol Thérèse et Oberson Roland : Gamma-encéphalography in subtentorial pathology. Study of 160 cases. Mémoire. Presse Médicale 1966 Feb 12;74(8):361-6.PMID 5901893.
Gros CM, Wackenheim A, Vrousos C, Oberson R.: Isotopic exploration of subdural hematoma in young infants. J. Belge Radiol. 1967;50(3):238-9. PMID 5614399.

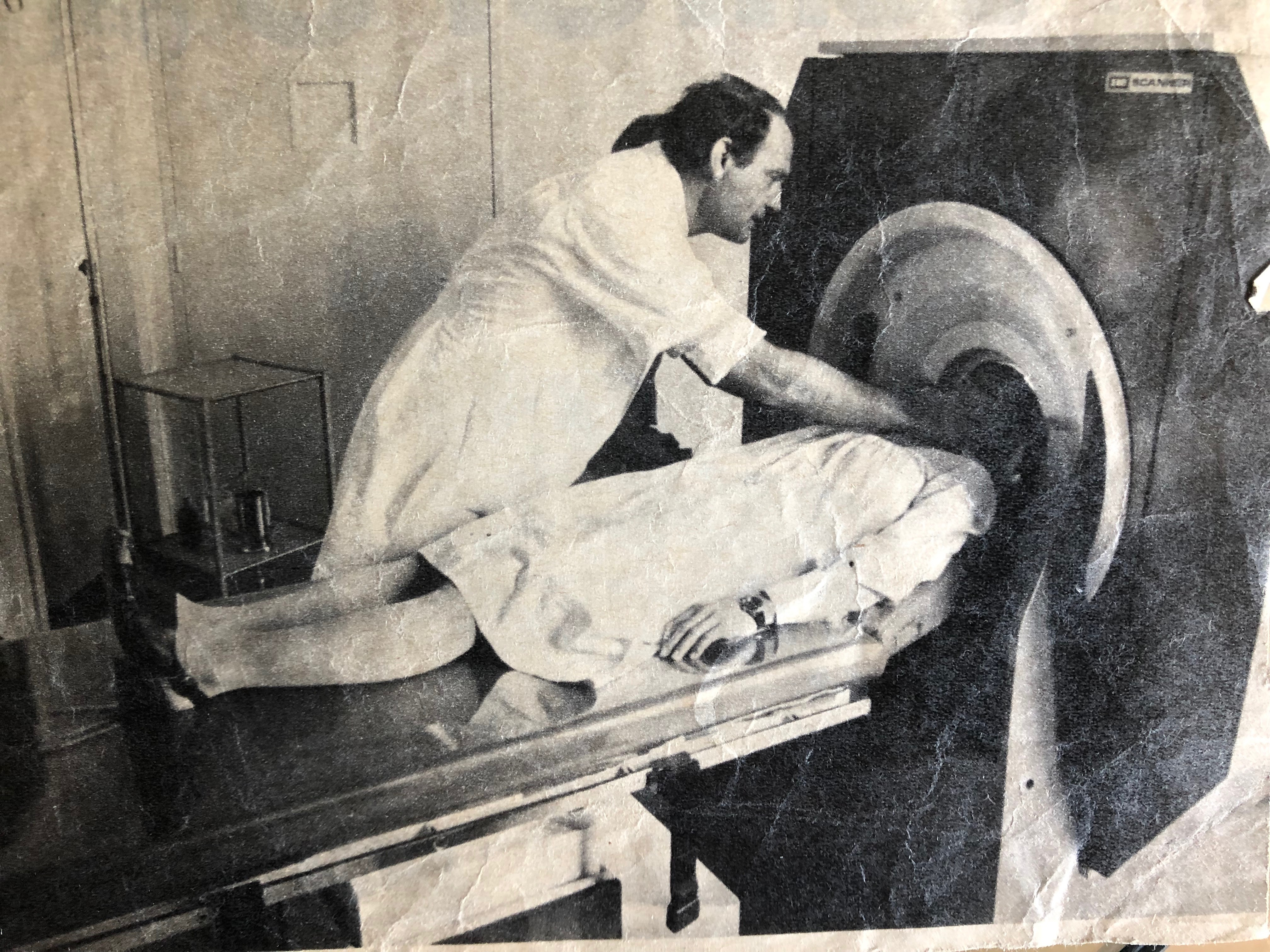
1er EMI-scanner de la tête (Lausanne Hopital Cantonal) 1975.

Oberson R.:Neuroradioisotopic technics in diagnosis. Schweiz. Med. Wochenschr. 1968 April 6;98(14):524-32 PMID 5688586.
Oberson R, Candardjis G., Raad N.: Height of fourth ventricle. Normal variability during pneumography. Acta Radiol Diagn (Stockh). 1969;9:193-8. PMID 4909286.
Oberson R.: Normal radiologic morphology of the air-filled fourth ventricle. Radiol Clin Biol. 1969;38(6):372-82. PMID 5378471.
Oberson R, Gessaga E.: Forking of the aqueduct in an adult. Acta Radiol Diagn (Stockh). 1972;13(1):441-8. PMID 4540775.
Oberson R.: Cavernous phlebography Rev Otoneuroophtalmol. 1972 Jul-Sep;44(4):347-8. French. No abstract available. PMID 4662878.
Oberson R.: How to interpret the results of gamma-encephalography  Schweiz Rundsch Med Prax. 1973 Apr 10;62(15):463-72. PMID 4695199.
Oberson R.: Double guidance technique in cerebral angiography. Radiol Clin Biol. 1974;43(3):210-6. PMID 481329.
Oberson R.: Incisural block. Radiological diagnosis. Neurochirurgie. 1975 Sep-Oct;21(5):357-64. PMID 1233387.
Oberson R.: Bone scintigraphy with 99m Tc pyrophosphate in neurology. Schweiz Med Wochenschr. 1975 Feb 1;105(5):140-5. PMID 164688.
Oberson R.: Poorly compensated hydrocephalus. Neurochirurgie. 1976 Oct;22(2):169-77. PMID 1012419.

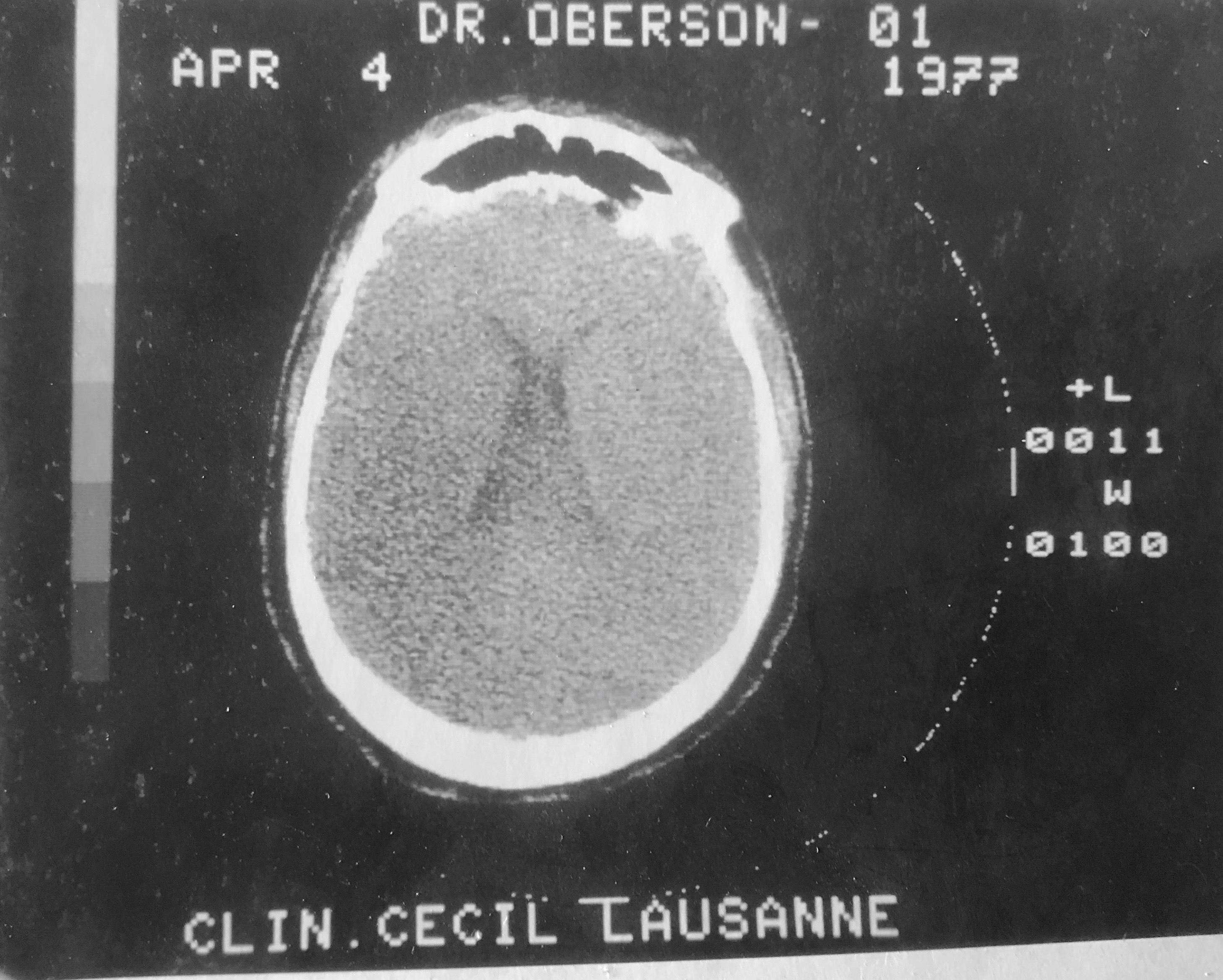
IMAGE réalisée avec EMI-bodyscanner 1977

Oberson R : Diagnosis of cerebrospinal fluid leakages by gamma-cisternography. Neurochirurgie. 1976;22(4):397-409. PMID 796746.
Oberson R. Myeloscintigraphy. À modern Queckenstedt test. Acta Radiol Suppl. 1976;347:443-50. PMID 207133.
Oberson R.: Nuclear medicine diagnostic in hydrocephalus.  Radiologe. 1977 Nov;17(11):448-54. German. PMID 594358.
Oberson R. : Nous émiscannons... ils émiscannent. Editorial in Médecine et Hygiène (Genève) 35, 1977 ; p. 2467-2468. À propos du premier CT-scanner corps entier de Suisse.
Oberson R.: Neuroradiological anatomy and physiopathology of the cerebrospinal fluid circulation. The role of the tentorial hiatus. J Neuroradiol. 1978 Mar; 5(1):17-26. PMID 306423.
Oberson R, Azam F.: CAT of the spine and spinal cord.  Neuroradiology. 1978; 16:369-70. PMID 745718.
Oberson R.: Computer assisted tomography-cat. Schweiz Rundsch Med Prax. 1979 Aug 21;68(34):1075-83. French. PMID 471937.
Bradač GB, Oberson R.: CT and angiography in cases with occlusive disease of supratentorial cerebral vessels. Neuroradiology. 1980; 19(4):193-200.

### Monographies médicales
- En collaboration avec son ami Gianni Boris Bradač (Berlin et Torino) : Angiography in Cerebro-Arterial Occlusive Diseases. Including Computer Tomography and Radionuclid Methods. 144 Figures in 341 Separate Illustrations. Springer-Verlag, Berlin, Heidelberg, New York, 1979. Avec une préface du professeur Auguste Wackenheim.
- Angiography and Computed Tomography in Cerebro-Arterial Occlusive Diseases. Second, Revised and Expanded Edition. 144 Figures in 389 Separate Illustrations) en 1983 avec une préface du professeur Juan Taveras, Boston :
- En collaboration avec Solé-Llenas et A Wachenheim : Diagnostico Neuroradiologico. 16 art. Toray, Barcelona 1967. 2e édition

## L'essayiste
Roland Oberson cesse son activité de neuroradiologue en 1996, à l'âge de 65 ans. Retraité, il se consacre dès lors entièrement à une activité littéraire. Ses recherches portent principalement sur la correspondance d'Héloïse et d'Abélard dont il reprend trois fois la traduction. Il prend le nom de plume de Roland Denise Oberson en hommage à son épouse décédée[Quand ?].

### Ouvrages littéraires

#### Sous Roland Oberson
Éditions l’Âge d’Homme, Lausanne
- Abélard, mon frère. Essai d’interprétation. 2001
- Pierre Bayle : Personnages de l’affaire Abélard et considérations sur les obscénités. Introduction, notes et commentaires. 2002
- Héloïse – Abélard. Correspondance. Nouvelle version des Lettres I – VI.  2002
- Lettres d’Héloïse et d’Abailard. Version 1723 de Dom François Armand Gervaise et Vie d’Abailard par M. de L’Aulnaye. 2002
- Tirer sur la fin. Essai sur l’utile prévieillesse. 2004
- Premières Lettres à Denise. 1953 – 1954. 2004
- La Héloïse forcée. 2004
- Héloïse vierge et mère. Un cas de pédophilie incestueuse au XIIe siècle. 2007

Editions IRM, Lucca
- Envols. Brèves historiettes pour le voyage. 2007

#### Sous Roland Denise Oberson
Éditions Hermann, Paris
- Héloïse – Abélard Correspondance. Lettres I–VI. Édition bilingue numérotée. Traduction française et Texte latin (Duchesne–d’Amboise 1615) en regard.  2007.
- Héloïse revisitée, 2008.
- Abélard et Héloïse, À singulière esclave, maître spécial, 2010.
- Le Viol d'Héloïse. 2019

Éditions IRM, Lucca
- Lettres de Denise 1954 -- 1955. 2019
- Lettres à Denise 1955. 2019
- Lettres à Denise 1956 - 1957. 2019
- Poèmes. 2019

Jan Thorbecke Verlag, Ostfildern. Germany.
- Petri Abaelardi Opera 1615. Francia 36 “Forschungen zur westeuropäischen Geschichte.” Deutsches Historisches Institut—Institut historique allemand in Paris. Ostfildern, Schwabenverlag, 2009.

La Bruyère, Paris
- Extravagances. Historiettes pour le temps qui court. 2015.

Createspace, Amazon, Charleston US
- Abelard Correspondence with Heloise: A Literal Translation from Latin Manuscripts Collected by the Famous Man François d’Amboise and First Edited by André Duchesne in 1615. 2015.
- Abelard Heloise. Six Letters of their Correspondence. Juxtalinear and Numbered Latin and Literal English Translation. 2015.
- Abelard and Heloise. Crime and Love. Remarks on the Literal Translation of Their Correspondence. 2015.

## Sources
- « Roland Denise Oberson », sur la base de données des personnalités vaudoises sur la plateforme « Patrinum » de la Bibliothèque cantonale et universitaire de Lausanne.
- Sites et références mentionnés, notamment PUBMED A service of the U.S. National Library of Medicine and the National Institutes of Health
- Médecine et Hygiène. Journal médical international. Genève. Archives.
- Université de Lausanne. Rapport annuel 1976 - 1977. No 29.
- Hôpital central du Valais, Sion. Archives.